# دانشگاه اسلامی دولتی سلطان سیعارف کاظم
دانشگاه اسلامی دولتی سلطان سیعارف کاظم (به لاتین: Sultan Syarif Kasim II State Islamic University) یک دانشگاه در اندونزی است که در پکانبارو واقع شده‌است.